# Гонсалес, Марианела
Мариане́ла Гонса́лес (исп. Marianela González, род. 23 июля,1978, Каракас, Венесуэла) — венесуэльская актриса.Она наиболее известна ролью Пандоры Вильянуэва в сериале «Моя прекрасная толстушка».

## Ранние годы
Родилась в семье Марии дель Кармен Альварес и Хосе Рафаэля Гонсалеса. Её мать — испанка родом из Астурии, поэтому, несмотря на то, что она родилась в Венесуэле, Марианела часть своего детства провела в Астурии. Её отец был бортинженером авиакомпании «Viasa». В детстве работала моделью и какое-то время состояла в онлайн-модельном агентстве «Modelosv» наряду с такими известными актрисами, как Норкис Батиста, Эйлин Селеста и Ана Беатрис Осорио. Она также снималась в различных рекламных роликах для Pert Plus, Rolda, Grafitti, Digitel, Chinotto и других.
Марианела три семестра изучала рекламу в каракаском Университете новых профессий (IUNP), но бросила учёбу когда поняла, что её призванием является актёрство, и начала ходить на прослушивания. Её дебют в теленовеллах состоялся в 2000 году. В сентябре 2010 года, после закрытия телеканала RCTV, переехала в Боготу в Колумбии и продолжила актёрскую карьеру там.

## Карьера
В 2000 году она прошла свой первый кастинг и получила возможность сняться в молодежном сериале «Улица желаний». В 2001 году она сыграла Марни Зарли в сериале «Кариссима», а затем роль Марианы в сериале «Моя ненаглядная девочка».
В 2002 году вместе с Хуаном Пабло Рабой и Натальей Стрейгнард сыграла в сериале «Моя прекрасная толстушка». В этом сериале она исполнила роль Пандоры Вильянуэва, девушку с сильным характером, которая большую часть своей жизни провела под постоянным контролем и психологическим давлением своей матери. Здесь она показала своё мастерство перевоплощения. Таким образом, помимо роли Пандоры, она играет Сирену, танцовщицу кабаре и Уго Фугетта, журналиста, очень преданного своей профессии, который делает это, чтобы спастись от своей злой матери. Благодаря сериалу Гонсалес становится известной в других странах Латинской Америки и Испании. 
В 2004 году она снялась в сериале «Сумасбродная Анастасия» вместе с Норкис Батистой и Хуаном Пабло Рабой в роли Марии Грасии Боросфки Кастелланос. В 2005 году она исполнила роль Эсмеральды в сериале «Быть красивой недостаточно». В 2006 году Марианела возвращается на экраны RCTV с главной ролью в сериале «На крыльях любви» вместе с Уинстоном Валленильей, где она играет молодую женщину, которая стремится к своей мечте стать пилотом. В 2007 году она выступила в качестве антагониста в сериале «Хамелеон» в роли Мерседес Лузардо Феррари. 
В период с 2008 по 2009 год Марианела сыграла роль Марии в сериале «Никто не скажет мне, как любить тебя», вместе с Уго Васкесом, который уже был ее экранным возлюбленным в сериале «Моя прекрасная толстушка». В 2010 году она снова снялась в другой мыльной опере на телеканале RCTV «Пусть Небо объяснит мне» с Карлосом Фелипе Альваресом в роли Тани Санчес. Хотя эта мыльная опера была снята и съемки начались в конце 2009 года, а запись завершилась в 2010 году, ее премьера состоялась в 2011 году на канале Televen в связи со вторым закрытием канала RCTV в январе 2010 года: на данный момент это был последний венесуэльский сериал, в котором она снялась.
По прибытии в Колумбию в 2011 году она получила роль Нины Герреро в фильме «Брутальные джентльмены», снова с Хуаном Пабло Рабой. В 2011 году она прошла кастинг для участия в колумбийской мыльной опере канала RCN «Предательница» вместе с Хуаном Мануэлем Мендосой и первым актером Виктором Малларино.
В 2013 году Марианела получила роль Натальи в сериале «Сладкая любовь». Премьера состоялась в Колумбии в 2015 году. В конце 2015 года она пробует себя в театре в пьесе под названием «Лос-Монсальве». Гонсалес страдает боязнью сцены, но смогла преодолеть ее. 11 февраля 2016 года она выступила в театре Астор Плаза со спектаклем «Я проснулась и будто хочу умереть».

## Личная жизнь
В декабре 2018 года Марианела призналась на своём канале в Instagram в своей бисексуальной ориентации, и что она состоит в отношениях с колумбийской писательницей Амалией Андраде Аранго. Однако, в 2021 году они расстались.

## Фильмография
| Год  | Русское название                     | Оригинальное название               | Роль                  | Страна    |
| ---- | ------------------------------------ | ----------------------------------- | --------------------- | --------- |
| 2001 | Кариссима                            | Кариссима                           | Марни Зурли           | Венесуэла |
| 2001 | Моя ненаглядная девочка              | La niña de mis ojos                 | Мариана Агирре        | Венесуэла |
| 2002 | Моя прекрасная толстушка             | Mi Gorda Bella                      | Пандора Вильянуэва    | Венесуэла |
| 2004 | Сумасбродная Анастасия               | Estrambótica Anastasia              | Мария Грасия Борофски | Венесуэла |
| 2005 | Быть красивой недостаточно           | Ser Bonita no Basta                 | Эсмеральда Фалькон    | Венесуэла |
| 2006 | На крыльях любви                     | Por todo lo alto                    | Анабела Маркано       | Венесуэла |
| 2007 | Хамелеон                             | Camaleona                           | Мерседес Лусардо      | Венесуэла |
| 2008 | Никто не скажет мне, как любить тебя | Nadie me dirá como quererte         | Мария Эухения Алонсо  | Венесуэла |
| 2011 | Пусть Небо объяснит мне              | Que el Cielo me explique            | Таня Санчес           | Венесуэла |
| 2011 | Джентльмены предпочитают грубиянок   | Los caballeros las prefieren brutas | Нина Герреро          | Колумбия  |
| 2012 | Предательница                        | La Traicionera                      | Рената Медина Эррера  | Колумбия  |
| 2014 | Сладкая любовь                       | Dulce Amor                          | Наталия Толедо        | Колумбия  |
| 2017 | Командант                            | El Comandante                       | Даниэла Васкес        | Колумбия  |
| 2018 | Гарсон жив                           | Garzón vive                         | журналистка radionet  | Колумбия  |
| 2019 | Конец рая                            | El final del Paraíso                | Эмилия Вальехо        | Колумбия  |
| 2020 | Тестостерон Розовый Т2               | Testosterona Pink T2                | Лорена                | Колумбия  |
| 2021 | Па, люблю тебя                       | Pa' quererte                        | Луиза Ортега          | Колумбия  |